# Озёра Вады
Озёра Вады — пример трёх непересекающихся открытых дисков («озёр») на плоскости, границы которых совпадают.
Этот пример показывает невозможность ослабления предположений в теорема Жордана.

## Построение

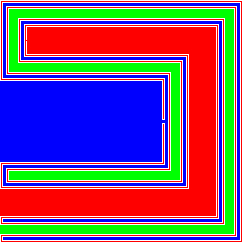
Озёра Вады на пятый день

Начнём с «острова» в форме единичного квадрата.
Выроем три «озера» (открытых множеств) «первое», «второе» и «третье» по следующему правилу:
- В день номер {\displaystyle n=1,2,3,\dots } расширим озеро номер {\displaystyle m\equiv n{\pmod {3}}}, {\displaystyle m\in 1,2,3} так что оно будет подходить на расстояние {\displaystyle 1/n} к любой точке суши. Это должно быть проделано так, что остаток суши имеет связную внутренность.

После бесконечного числа дней три озера всё ещё открыты и не имеют точек пересечения,
при этом граница каждого совпадает с остатком суши на острове.

## Свойства
- Общая граница дисков является несжимаемым континуумом.

## История
Этот пример построил Такео Вада и описал его студент К. Ёнэяма.